# Nitty Gritty (album)
Nitty Gritty è il terzo album full-length del cantante dancehall reggae giamaicano Nitty Gritty, pubblicato nel 1988 dall'etichetta discografica Music Master Records.

## Tracce[1]
1. We Run Things
2. Susan
3. Meanest Lover
4. Please Don't Go
5. Sweet Dreams (Eurythmics cover)
6. Meck Dem Come
7. Girl Don't Leave Me
8. Rydim & Blues

## Formazione
- Nitty Gritty - voce

### Firehouse Crew
- Donald Dennis - basso
- Melbourne George Miller - batteria
- Paul "Wrong Move" Crossdale - tastiere

### Steely & Clevie
- Wycliffe Johnson - tastiere
- Cleveland Browne - batteria